# Now … Us!
Now … Us! ist das zweite Studioalbum der deutschen Popband No Angels. Das Album wurde am 24. Juni 2002 veröffentlicht und erreichte Platz eins in den deutschen, Platz zwei in den österreichischen und Platz vier in den Schweizer Albumcharts.

## Hintergrund
Nach dem Verkaufserfolg des Debütalbums Elle’ments begannen die No Angels im Februar 2002 mit den Aufnahmen zu ihrem zweiten Studioalbum. Mit dem Album mit dem selbsterklärenden Titel Now… Us! hatten sich die fünf Bandmitglieder zum Ziel gesetzt, die No Angels als ernstzunehmenden Pop-Act in Deutschland zu etablieren und die Vorurteile, mit denen sie konfrontiert waren, zu entkräften. Denn im ersten Jahr ihres Bestehens wurden die No Angels als Retortenband, Produkt und Marionetten bezeichnet, ihnen wurde mangelndes Talent vorgeworfen und es wurde ihnen unterstellt, ihr Erfolg liege am medialen Hype und nicht an der Qualität ihrer Musik und ihrer musikalischen Begabung.
Im Mai 2002 erschien die Single Something About Us / Like Ice in the Sunshine als erste Single aus dem zweiten Studioalbum Now… Us!. Der Titel Something About Us wurde von Bandmitglied Vanessa Petruo, Alexander Geringas und Thorsten Brötzmann geschrieben und befasst sich unter anderem mit den Vorurteilen und Gerüchten, die im Jahr zuvor über die No Angels publiziert und auch in dem mit einem Echo ausgezeichneten Musikvideo parodistisch umgesetzt wurden. Die Veröffentlichung von Something About Us als Single war der Plattenfirma zunächst zu riskant, da das Lied als eine zu starke Weiterentwicklung zum Sound der früheren Songs der Band wahrgenommen wurde. Stattdessen war 2 Get Over U gemeinsam mit der britischen Band Hear’Say von der Plattenfirma als neue Single angedacht. Unter Androhung der Trennung der No Angels setzten die fünf Bandmitglieder die Veröffentlichung von Something About Us als neue Single durch.
Für Now...Us! beanspruchten alle fünf Bandmitglieder Mitspracherecht beim Songwriting. So befinden sich auf dem Album, neben der von Petruo geschriebenen Single, vier weitere Titel, die von den anderen Gruppenmitgliedern geschrieben wurden: Say Goodbye von Sandy Mölling, Stay von Lucy Diakovska, Shield Against My Sorrow von Jessica Wahls und Come Back von Nadja Benaissa. Federführend bei der Produktion und Arrangement von Now… Us! waren, wie bei der ersten Veröffentlichung, die Produzenten Thorsten Brötzmann, Peter Ries und Tim Brettschneider. Now… Us! wurde am 24. Juni 2002 veröffentlicht.

## Musik
Stilistisch umfasst das Album Popmusik, die Elemente aus Soul und Rhythm and Blues enthält. Insgesamt präsentierten sich die No Angels hinsichtlich Musik und Text weniger eingängig als auf ihrem ersten Album Elle'ments.

## Formate und Titelliste
Now...Us! erschien als CD und zusätzlich Kassette in der Ukraine und in Polen. Das Album wurde als Special Winter Edition wiederveröffentlicht. Im Januar 2021 erschien das Album neu gemastert als Wiederveröffentlichung bei BMG Rights Management. Die Plattenfirma hatte im Jahr 2020 die Masteraufnahmen der No Angels bis 2003 von ihrer ehemaligen Plattenfirma Cheyenne Records erworben.

### Now... Us!
| #   | Titel                                   | Music/Lyrics                                                |      |
| --- | --------------------------------------- | ----------------------------------------------------------- | ---- |
| 1.  | Anchor Your Love                        | Oliver Dommaschk, Marco Quast, Kaidy-Ann Morgan             | 3:38 |
| 2.  | Something About Us                      | Vanessa Petruo, Thorsten Brötzmann, Alexander Geringas      | 3:05 |
| 3.  | Still in Love with You                  | Figge Boström, Johan Lindman                                | 3:31 |
| 4.  | Push Me to the Limit                    | Leslie Mandoki, Laszlo Bencker                              | 3:23 |
| 5.  | Say Goodbye                             | Sandy Mölling, Celitia Martin, Velroy Baily, Ian Pitter     | 3:37 |
| 6.  | Like Ice in the Sunshine                | Holger-Julian Copp, Hanno Haders                            | 2:57 |
| 7.  | Lovestory                               | Reed Vertelney, Anders Bagge, Par Astron                    | 3:35 |
| 8.  | Shield Against My Sorrow                | Jessica Wahls, Nik Hafemann, Leslie Mandoki, Laszlo Bencker | 3:29 |
| 9.  | Autumn Breeze                           | D. Dowlut                                                   | 3:32 |
| 10. | Now That We Found Love                  | Ulrich Wehner, Thorsten Brötzmann                           | 3:36 |
| 11. | Stay                                    | Lucy Diakovska, Christian Geller                            | 4:09 |
| 12. | Let’s Go to Bed (in bed with Mousse T.) | Mousse T., Eroll Rennals                                    | 3:32 |
| 13. | 2 Get Over U                            | Sandi S., Tim Brettschneider, Alan Glass                    | 3:25 |
| 14. | Lost in You                             | Sandi S., Tim Brettschneider, Alan Glass                    | 3:28 |
| 15. | Come Back                               | Nadja Benaissa, Daniel Troha, Cal Abate                     | 4:02 |
| 16. | Atlantis 2002 (mit Donovan)             | Donovan Leitch                                              | 4:01 |

### Now… Us! – Special Winter Edition
Das Album in der Special Winter Edition umfasst zusätzlich die Single All Cried Out, den Titel Three Words und den Song Daylight in Your Eyes in einer Big Band Version. Jedoch sind dafür die Songs Push Me to the Limit, Lost in You und Atlantis 2002 nicht mehr auf dem Album vorhanden. Für das Cover wurde das Bild der No Angels von der Standardversion vor einem neuen Hintergrund genutzt. Auf den Körper von Bandmitglied Mölling wurde jedoch ihr Kopf in einer anderen Pose und mit anderem Gesichtsausdruck retuschiert.
| #   | Titel                                    | Music/Lyrics                                                |      |
| --- | ---------------------------------------- | ----------------------------------------------------------- | ---- |
| 1.  | All Cried Out (Pop Version)              | Alison Moyet, Swan, Jolley                                  | 3:27 |
| 2.  | Still in Love with You                   | Figge Boström, Johan Lindman                                | 3:31 |
| 3.  | Something About Us (Latin Radio Edit)    | Vanessa Petruo, Thorsten Brötzmann, Alexander Geringas      | 3:05 |
| 4.  | Three Words                              | Peter Ries                                                  | 3:48 |
| 5.  | Let’s Go to Bed (in bed with Mousse T.)  | Mousse T., Eroll Renalls                                    | 3:32 |
| 6.  | Say Goodbye                              | Sandy Mölling, Celitia Martin, Velroy Baily, Ian Pitter     | 3:37 |
| 7.  | Lovestory                                | Reed Vertelney, Anders Bagge, Par Astron                    | 3:35 |
| 8.  | Stay                                     | Lucy Diakovska, Christian Geller                            | 4:09 |
| 9.  | Autumn Breeze                            | D. Dowlut                                                   | 3:32 |
| 10. | 2 Get Over U                             | Sandi S., Tim Brettschneider, Alan Glass                    | 3:25 |
| 11. | Shield Against My Sorrow                 | Jessica Wahls, Nik Hafemann, Leslie Mandoki, Laszlo Bencker | 3:29 |
| 12. | Anchor Your Love                         | Oliver Dommaschk, Marco Quast, Kaidy-Ann Morgan             | 3:38 |
| 13. | Now That We Found Love                   | Ulrich Wehner                                               | 3:36 |
| 14. | Like Ice in the Sunshine                 | Holger-Julian Copp, Hanno Haders                            | 2:57 |
| 15. | Come Back                                | Nadja Benaissa, Daniel Troha, Cal Abate                     | 4:02 |
| 16. | Daylight in Your Eyes (Big Band Version) | Tony Bruno, Tommy Byrnes                                    | 3:44 |

## Rezeption

### Rezensionen
- Joachim Gauger für laut.de: „Dabei ist allerorten die Handschrift des (Haupt-) Produzenten Thorsten Brötzmann hörbar […] Während die Version von «Atlantis 2002» gegen Ende des Albums keines Kommentars bedarf, kann man die Neufassung von «Like Ice In The Sunshine» schon fast eine Unverschämtheit nennen. Vom ansonsten durchschnittlichen Niveau der Platte ist dieser Track so weit entfernt wie Mousse Ts rockiges «Let’s Go to Bed». Das ist nämlich der einzige wirklich starke Song auf ‘Now… Us!’.“[16]
- Rezension auf brainstorms42.de: „Das größte Problem der No Angels könnte darin bestehen, dass die «Mädchen», wie sie immer noch öfter genannt werden, zu schnell erwachsen werden. Das Album hat mit «Something About Us» lediglich eine sichere Single, die anderen Songs sind alles gute Nummern, die aber bei weitem nicht so eingängig sind wie die erste Auskopplung aus dem zweiten Album. […] Daher könnte eintreten, was viele schon seit einiger Zeit vorhersagen: Ausbleibender Erfolg und die daraus resultierende Trennung.“[11]
- ProSieben Kritik: „Apropos Masse: natürlich ist die Platte absolut massentauglich. In den großen Pop-Topf gebe man ein bisschen R’n’B, ein paar tanzfähige Einlagen und stimmengewaltige Chöre und fertig ist der bunte Pop-Kuchen, der unter der Bevölkerung weggeht wie warme Semmeln. Das kann man schwer kritisieren, so läuft das Musik-Business heutzutage nun mal ab.“[17]

### Chartplatzierungen
Das Album setzte sich an die Spitze der deutschen Albumcharts und konnte dort mehrere Wochen verweilen. In Österreich und der Schweiz erreichte das Album die Top 5; in den Europacharts erreichte Now...Us! eine Top-10-Platzierung und in Ungarn platzierte sich Now...us! auf Platz 65 der Albumcharts. Das Album verkaufte sich bis Ende des Jahres 2002 mehr als 800.000 Mal. In den Europa-Jahresendcharts platzierte sich Now ... Us! auf Platz 85.
Die No Angels erreichten mit Something About Us innerhalb von 14 Monaten zum dritten Mal die Spitze der Charts in Deutschland und Österreich. Mit der Ballade Still in Love with You gelang ihnen mit Platz zwei ein weiterer Top-5-Hit in den Single- und Radiocharts. Der von Mousse T. produzierte Remix von Let’s Go to Bed erreichte Platz zwölf in den Singlecharts und die Top 10 der Dancefloorcharts.
| ChartsChartplatzierungen | Höchstplatzierung | Wochen |
| ------------------------ | ----------------- | ------ |
| Deutschland (GfK)        | 1 (33 Wo.)        | 33     |
| Österreich (Ö3)          | 2 (20 Wo.)        | 20     |
| Schweiz (IFPI)           | 4 (17 Wo.)        | 17     |

| ChartsJahrescharts (2002) | Platzierung |
| ------------------------- | ----------- |
| Deutschland (GfK)         | 12          |
| Österreich (Ö3)           | 29          |
| Schweiz (IFPI)            | 62          |

### Auszeichnungen bei Musikpreisen
Die No Angels erhielten einen Echo in der Kategorie Nationaler Musik-Videoclip für Something About Us und einen NRJ Music Award in der Kategorie Best German Song ebenfalls für Something About Us. Zusätzlich wurden sie im Jahr 2002 auszeichnet als Best-Selling German Act mit einem World Music Award, mit einem Echo in der Kategorie Nationale Gruppe Rock/Pop, mit einer 1Live Krone als Beste Band und einem goldenen Bravo-Otto als Superband Pop.

### Auszeichnungen für Musikverkäufe
Ausgezeichnet wurde Now...Us! in Deutschland mit Doppelplatin, in Österreich und der Schweiz jeweils mit einer goldenen Schallplatte. In Österreich erhielt auch die Single Something About Us eine Goldauszeichnung.
| Land/Region        | Auszeichnungen für Musikverkäufe (Land/Region, Auszeichnung, Verkäufe) | Verkäufe |
| ------------------ | ---------------------------------------------------------------------- | -------- |
| Deutschland (BVMI) | 2× Platin                                                              | 600.000  |
| Österreich (IFPI)  | Gold                                                                   | 20.000   |
| Schweiz (IFPI)     | Gold                                                                   | 20.000   |
| Insgesamt          | 2× Gold · 2× Platin ·                                                  | 640.000  |